# 制作2部青春ドラマ班
『制作2部青春ドラマ班』（せいさくにぶせいしゅんドラマはん）は、1987年10月4日から12月27日まで、テレビ朝日系列で毎週日曜20:00 - 20:54（JST）に全12話が放送された、東宝制作のテレビドラマ。

## 概要
かつてのテレビドラマ番組の人気ジャンル「青春ドラマ」を再びテレビによみがえらせようと、連続テレビドラマ『それゆけ!青春』を担当するディレクター・大沢佑介が、「時代遅れ」と上司や同僚の反発を受けながらもテレビドラマ制作に奮闘する姿を描く。
フジテレビ系列の「月9」枠にて展開されていた、業界ドラマシリーズ（1987年4月 - 12月）に端を発するブームに乗る形で制作された作品で、本作品の制作局でもあるテレビ朝日を舞台とし、劇中劇として展開される青春ドラマ『それゆけ!青春』の放送時間も本作品と同じ日曜20時台として設定されている。また劇中には、『象印クイズヒントでピント』や『ニュースシャトル』など、本作品と同時期に放送されたテレビ朝日制作の番組も複数登場した。
一方で、視聴者には前述した番組内容が「時代遅れ」と映ったようで、視聴率は平均5％台（ビデオリサーチ、関東地方）と低迷し、当初全26回が予定されていた本作品も1クール（3か月）で打ち切られた。12月での打ち切りは第3話終了後に早々と通告されたということで、ある関係者は「10％は可能と思っていたが、青春ものと業界ものを絡めようとしてもどっちつかずで、今後も視聴率上昇が望めないと判断されたことで終了時期を早めた」と話している。番組終了後、2022年現在に至るまで地上波・衛星波での再放送や映像ソフトの販売、それに動画配信サイトの配信は行われていない。

## キャスト
- 大沢佑介（テレビ朝日ディレクター） - 中村雅俊
- 片平良平（大沢の同僚でありライバルのプロデューサー） - 古舘伊知郎
- 黒木直也（新人俳優） - 木村一八
- 星野るり（新人女優） - 杉浦幸
- 辻杏子（女優） - 小沢なつき
- 岡真弓（番組制作スタッフ・AD） - 賀来千香子
- 新人俳優 - 宮下直紀
- 新人俳優 - 沢村悟郎
- 秋山律子（プロデューサー室長） - 中山千夏
- 西本健作（チーフプロデューサー） - 泉谷しげる
- 中林義男（制作局次長） - 穂積隆信

## スタッフ
- 脚本 - 畑嶺明
- 演出 - 中山史郎、船越太郎、竹内正男
- 制作 - 東宝、テレビ朝日

## 主題歌
- 「もう一度抱きたい」 中村雅俊

## 放送日程
| 放送回 | 放送日   | サブタイトル                | 演出     |
| ------ | -------- | --------------------------- | -------- |
| 1      | 10月04日 | ザ・オーディション          | 中山史郎 |
| 2      | 10月11日 | デタガリ新人類              | 中山史郎 |
| 3      | 10月18日 | くたばれ視聴率              | 船越太郎 |
| 4      | 10月25日 | 深夜にドキ!女がふたり!?     | 船越太郎 |
| 5      | 11月08日 | 混浴で友情しちゃおう!       | 中山史郎 |
| 6      | 11月15日 | 17歳で同棲OK!?              | 中山史郎 |
| 7      | 11月22日 | 体験しなきゃオクレてる…!?   | 船越太郎 |
| 8      | 11月29日 | 女は腕力でラブコール!       | 船越太郎 |
| 9      | 12月06日 | 浪花節だよ、青春もの!       | 中山史郎 |
| 10     | 12月13日 | オジンもツッパレ!青春ごっこ | 中山史郎 |
| 11     | 12月20日 | 今がチャンスのプロポーズ!?  | 竹内正男 |
| 12     | 12月27日 | 青春ドラマは永遠に不滅です  | 竹内正男 |